# ريك برونسون
ريك برونسون (بالإنجليزية: Rick Brunson)‏ مواليد 14 يونيو 1972 في سيراكيوز، هو لاعب كرة سلة أمريكي معتزل أصبح مدرباً مساعدا بدأ مسيرته الاحترافية في سنة 1995. وهو مدرب مساعد لفريق مينيسوتا تمبر ولفز في الرابطة الوطنية لكرة السلة. يبلغ طوله 6 قدم 4 بوصة (1.9 م). اعتزل اللعب في 2006. أحرز خلال مسيرته في الإن بي إيه 1090 نقطة بمعدل 3.2 نقاط في المباراة الواحدة.

## المسيرة الاحترافية
لعب مع أديليد ثيرتي سيكسترز في الدوري الأسترالي في موسم 1995–1996، ثم لعب مع بورتلاند ترايل بلايزرز في موسم 1997–1998، ثم لعب مع نيويورك نيكس في موسم 1999–2000، ثم لعب مع بوسطن سيلتكس في سنة 2000، ثم لعب مع نيويورك نيكس في موسم 2000–2001، ثم لعب مع بورتلاند ترايل بلايزرز في موسم 2001–2002، ثم لعب مع شيكاغو بولز في موسم 2002–2003.

## روابط خارجية
- ريك برونسون على موقع إن بي أي (الإنجليزية)
- ريك برونسون على موقع سبورتس رفرنس (الإنجليزية)
- ريك برونسون على موقع كرة السلة الأوروبية.كوم (الإنجليزية)
- ريك برونسون على موقع كلية كرة السلة في سبورتس رفرنس.كوم (الإنجليزية)
- ريك برونسون على موقع ريلجم (الإنجليزية)
- ريك برونسون على موقع بروبوليرز (الإنجليزية)
- ريك برونسون على موقع سبورتس رفرنس (الإنجليزية)